# Åklagare i Sverige
| Heraldiska vapnen för Åklagarmyndigheten och Ekobrottsmyndigheten, de två myndigheter som utgör åklagarväsendet i Sverige. |  | Heraldiska vapnen för Åklagarmyndigheten och Ekobrottsmyndigheten, de två myndigheter som utgör åklagarväsendet i Sverige. |
| Heraldiska vapnen för Åklagarmyndigheten och Ekobrottsmyndigheten, de två myndigheter som utgör åklagarväsendet i Sverige. |  | |

Åklagare i Sverige för statens talan i rättegång i brottmål.
Allmän åklagare är benämningen på en åklagare som är anställd av staten och som företräder det allmänna i brottmål.  
Åklagarväsendet i Sverige, vars grundläggande lagrum återfinns i Rättegångsbalkens 7:e kapitel samt av regeringen utfärdad förordning, består av Åklagarmyndigheten och Ekobrottsmyndigheten.

## Roll
Åklagaren leder som förundersökningsledare de poliser som utreder brottslighet under en förundersökning i anledning av brott för att sen fatta beslut om en vidare rättslig process ska följa, som till exempel anhållande och åtal. Vid många enklare brott är dock polisen själv förundersökningsledare och redovisar en färdig utredning till åklagaren (se Åklagarmyndighetens föreskrifter och allmänna råd om ledning av förundersökning i brottmål, ÅFS 2005:9). Det är en vanlig missuppfattning att åklagaren är i motsatsställning till den tilltalade (den person som misstänks ha begått ett brott), vilket inte är fallet. Enligt svenska rättegångsbalken är det klart och tydligt att åklagaren har skyldighet att presentera och söka även uppgifter som talar för den tilltalade, den så kallade objektivitetsprincipen. I Sverige bär sedan rättegångsbalkens införande 1948 åklagarna denna tjänstebenämning. 
Det är åklagarens uppgift att inför domstol bevisa att en misstänkt person är skyldig till det brott han eller hon åtalats för. Domstolen avgör sedan åtalsfrågan utifrån vad åklagare och den tilltalade anfört och åberopat och vad som bevisats domstolen. Åklagaren yrkar en påföljd och försvaret likaså (eller bestrider helt påföljd). Åklagaren och försvarsadvokaten deltar inte i domstolens enskilda överläggningar, som var fallet under inkvisitionen.

## Utbildning

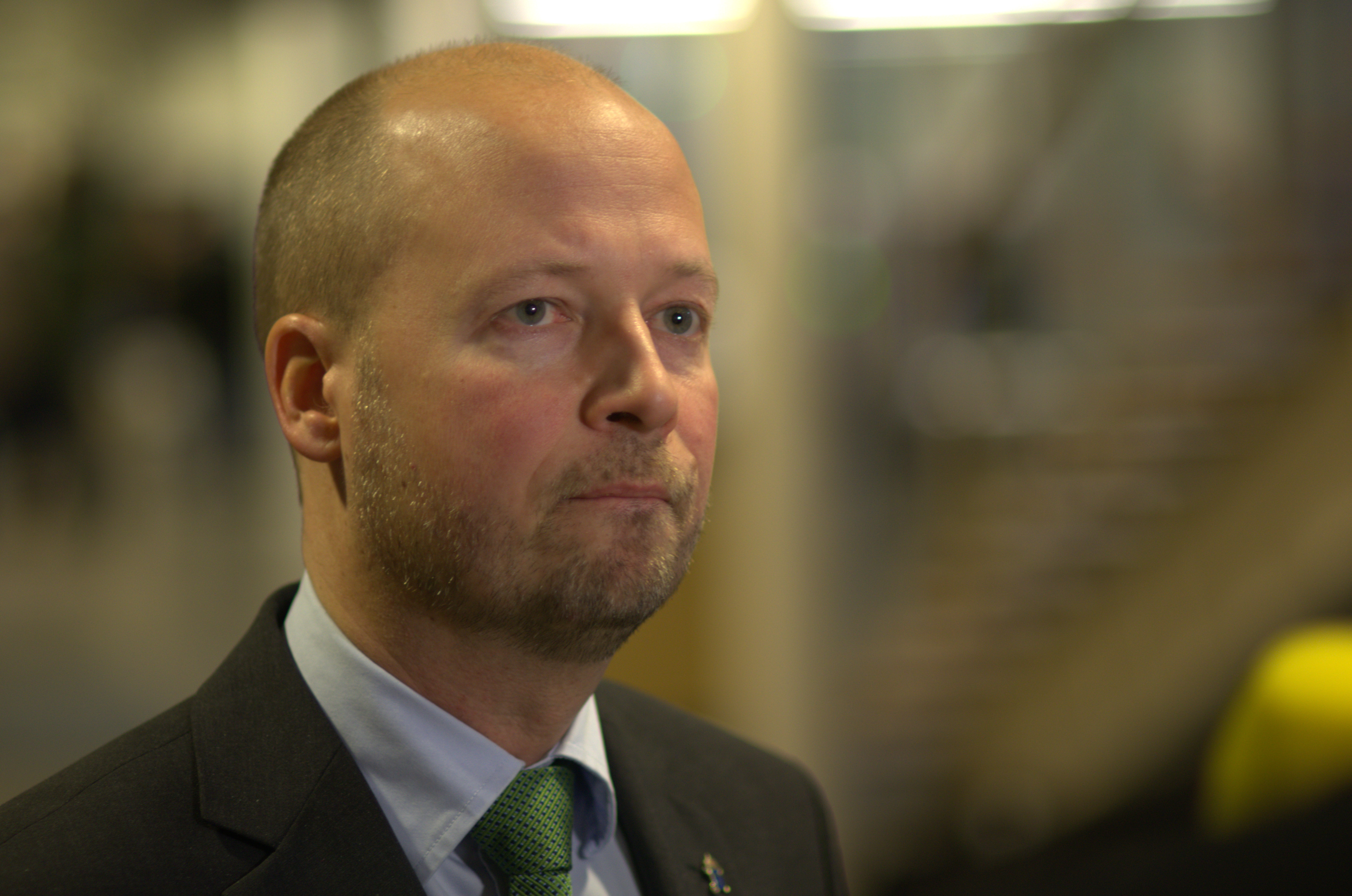
En svensk åklagare fotograferad under en förhandling i Stockholms tingsrätt. På kavajslaget syns Åklagarmyndighetens vapen.

För att bli åklagare krävs juristexamen samt notariemeritering (utbildningstjänstgöring vid tings- eller förvaltningsrätt). Endast cirka 25 procent av de med juristexamen genomgår sådan tjänstgöring till vilken antagningen sker baserat på betygen från juristutbildningen samt relevant juridisk arbetslivserfarenhet. Som ett led i rekryteringsprocessen av åklagare sker arbetspsykologiska tester under ledning av psykolog samt IQ-tester av dem som söker anställning som åklagaraspirant/extra åklagare. 
Åklagarkarriären inleds med 9-12 månaders provanställning som åklagaraspirant. Efter antagning som assistentåklagare sker en två år lång åklagarutbildning. Efter godkänd utbildning blir man kammaråklagare.
Advokater, personer med domarutbildning eller andra jurister som exempelvis kronofogdar kan anställas som extra åklagare. Efter 6-12 månaders tjänstgöring har de möjlighet att efter prövning bli kammaråklagare.

## Specialisering
Det har i högre grad utvecklats en specialisering utifrån de vitt skilda krav de enskilda åklagarna måste uppfylla i olika ärendeslag. Åklagarmyndigheten har därför inrättat särskilda kontor för ärenden som rör ekonomisk brottslighet och miljöbrott. Vid dessa kontor har åklagarna bistånd av sakkunniga i till exempel skattefrågor eller naturvård. Det finns specialiståklagare för handläggning av brottmålsutredningar avseende grova narkotikabrott, kvinnovåld, sexualbrott mot barn, IT-relaterad brottslighet med mera. 
Transnationell brottslighet och grov organiserad brottslighet utreds av åklagare vid någon av landets tre internationella åklagarkammare, som har placering i Stockholm, Göteborg och Malmö.

## Titlar och tjänster inom åklagarväsendet
Inom åklagarväsendet nyttjas idag följande tjänstetitlar: åklagaraspirant, extra åklagare, assistentåklagare, kammaråklagare, chefsåklagare, överåklagare och riksåklagare.
Överåklagare var 1996-2005 chef för en åklagarmyndighet i en åklagarregion. Sedan 2020 är en överåklagare chef för Åklagarmyndighetens utvecklingscentrum. Dessutom finns det överåklagare som tjänstgör på Åklagarmyndighetens huvudkontor. Riksåklagaren är sedan inrättandet 2005 av Åklagarmyndigheten dess myndighetschef.
Länsåklagare är en nu avskaffad chefstjänst inom det svenska åklagarväsendet och kan idag översättas till dagens chefsåklagare.
Före 1948 var det andra befattningshavare som förde allmänhetens talan i brottmål inför domstolen, till exempel landsfiskaler. Landsfiskaler och flertatet stadsfiskaler, som stod under en landsfogde (vars roll motsvarade länspolismästare och statsåklagare), var samtidigt distriktsåklagare och polischefer. Först i och med förstatligandet av polisen och åklagarväsendet, i och med bildandet av Rikspolisstyrelsen 1965, gjordes en formell åtskillnad av åklagar- och polisväsendet i Sverige.

## Jouråklagare
Den som tjänstgör som jouråklagare handlägger brådskande fall och beslutar bland annat om anhållande eller ansöker om häktning hos domstol. Jouråklagare kan tjänstgöra på obekväm arbetstid för att hantera sådana fall.